# Міжнародний день жертв насильницьких зникнень
Міжнародний день жертв насильницьких зникнень, 30 серпня щороку, — це день, створений для того, щоб привернути увагу до долі осіб, ув'язнених у місцях та з поганими умовами, невідомих їхнім родичам та/або законним представникам. Ідея цього дня надійшла від Латиноамериканської федерації асоціацій родичів затриманих-зниклих (Federación Latinoamericana de Asociaciones de Familiares de Detenidos-Desaparecidos, або FEDEFAM), неурядової організації, заснованої в 1981 році в Коста-Риці як асоціація місцевих та регіональних груп, які активно працюють проти недоторканості особистості, вимушених зникнень та викрадень у ряді країн Латинської Америки.
Робота над таємним ув'язненням є важливою частиною діяльності ряду міжнародних органів та організацій у галузі правозахисної діяльності та гуманітарної допомоги, включаючи, наприклад, Amnesty International (AI), Управління Верховного комісара ООН з прав людини (УВКПЛ) та Міжнародний комітет Червоного Хреста (МКЧХ). Міжнародний день жертв насильницьких зникнень — це можливість висвітлити роботу цих установ, підвищити обізнаність громадськості та закликати до пожертвувань та волонтерів.
Із цих установ МКЧХ має додаткові привілеї через особливий статус неурядового суверенного утворення та сувору політику нейтралітету. У деяких випадках МКЧХ є єдиним закладом, якому надано доступ до певних груп ув'язнених, що дозволяє забезпечити мінімальний рівень контактів та перевірки їхнього стану. Для постраждалих сімей повідомлення, які передає МКЧХ, часто є єдиним способом дізнатися про долю ув'язнених.
Відвідування затриманих у зв'язку з конфліктами та надання їм можливості відновити та підтримувати контакт із сім'ями є дуже важливою частиною мандату МКЧХ. Але визначення «missing або disappeared» виходить далеко за межі жертв насильницьких зникнень. Сюди входять усі ті, чиї сім'ї втратили контакт унаслідок конфліктів, стихійних лих чи інших трагедій.
Ці зниклі можуть бути затримані, потрапити в чужі країни, потрапити в лікарню або померти. Завдяки своїм службам розшуку та співпраці зі 189 національними товариствами Червоного Хреста та Червоного Півмісяця по всьому світу, МКЧХ прагне отримати інформацію про їхню долю від імені своїх сімей. Він нагадує урядам та іншим групам про їхні зобов'язання поважати право сімей знати про долю своїх близьких. Він також працює з сім'ями зниклих безвісти, щоб допомогти їм вирішити їхні особливі психологічні, соціальні правові та фінансові потреби.
Ув'язнення за таємних або невизначених обставин є грубим порушенням деяких концепцій прав людини, а також, у разі збройного конфлікту, міжнародного гуманітарного права. Генеральна Асамблея Організації Об'єднаних Націй прийняла Декларацію про захист усіх осіб від насильницьких зникнень як резолюцію 47/133 18 грудня 1992 року. За оцінками, таємне ув'язнення практикується приблизно у 30 країнах. Робоча група УВКПЛ із питань вимушених або мимовільних зникнень зареєструвала близько 46 000 випадків зниклих безвісти людей.
30 серпня 2007 року сотні філіппінських родичів та прихильників десапарецидо, переважно активістів, зниклих безвісти після викрадення чи вбивства силами безпеки Філіппін, протестували проти уряду з нагоди Міжнародного дня жертв насильницьких зникнень. Едіта Бургос пригадала свого зниклого сина, Джонаса, учасника селянського руху Філіппін.
30 серпня 2008 р. Міжнародна коаліція проти насильницьких зникнень, яка об'єднує організації членів сім'ї та правозахисні організації з усього світу, об'єднала команди для проведення глобальної кампанії з метою сприяння ратифікації Міжнародна конвенція про захист усіх осіб від насильницьких зникнень.